# Baltasar Montaner Fernández
Baltasar Montaner Fernández (Barcelona, 24 de diciembre de 1895 - Barcelona, 8 de noviembre de 1957) fue un ingeniero militar español.

## Biografía
Hijo de militar mallorquín de nombre similar, fallecido en 1937. En septiembre de 1910 ingresó en la Academia de Ingenieros de Guadalajara, donde se graduó como teniente primero de ingenieros (1916). En 1918 fue destinado a la compañía de zapadores de Mallorca y al año siguiente asciende a capitán. En 1921 se traslada al antiguo Marruecos español, participando activamente en la guerra del Rif. En 1927 retorna a Baleares, siendo destinado a Mahón y en 1933, recién ascendido a comandante, a Palma. El Golpe de Estado le sorprende en Mallorca, donde permanece destinado. Después de una breve estancia en Castellón (1938-1940) retorna a Palma, siendo ascendido a teniente coronel (1941) y coronel (1947); ese mismo año fue designado para la Jefatura de la Comandancia de Fortificaciones y Obras de Baleares. Finalmente asciende a General de Brigada en 1955, poco antes de su muerte.
En octubre de 1919 casó con Maria Gual Caro, hija del Conde de Ayamans, y tuvo tres hijos: Baltasar (arquitecto técnico de profesión), María y Conchita. A lo largo de su vida recibió condecoraciones como la Cruz al Mérito Militar y la Cruz y Placa de la Orden de San Hermenegildo.

## Obra
Dada su biografía encarada exclusivamente al plano militar, la actividad como ingeniero se limita a este ámbito y adquirió relevancia en su etapa balear, cuando hubo alcanzado la graduación militar suficiente. Durante su estancia en Menorca (1927-1933) dejó obras en instalaciones militares de Mahón, Biniancolla y Favaritx. A partir de 1933 en Mallorca, en la carretera de Llucalcari y la que es considerada su obra más destacada: el Cuartel General Palacios, en las Avenidas de Palma, construido entre 1937 y 1945.